# Premio nazionale Andrea Fortunato
Il premio nazionale Andrea Fortunato è un premio nazionale che viene assegnato annualmente ai più grandi personaggi dello sport italiano, della medicina e del giornalismo sportivo conferendo loro premi e riconoscimenti. 
Il premio, organizzato dalla Fondazione Fioravante Polito, si svolge a Roma presso il Coni tra il periodo di dicembre e gennaio. Precedentemente si teneva in Campidoglio.
Il premio è dedicato ad Andrea Fortunato, ex calciatore di Genoa e Juventus stroncato dalla leucemia a soli 23 anni. L'obiettivo del premio è quello di assegnare un riconoscimento ai personaggi del mondo dello sport, del giornalismo e della medicina che si sono particolarmente distinti nel sociale e nella solidarietà. Le categorie premiate sono Lo Sport è Vita, Medicina, Giornalismo, Presidente, Calciatore, Allenatori, Manager (o dirigente), Carriera.

## Storia

Andrea Fortunato

Il premio è stato istituito a Civitavecchia nel 2009, svolgendosi a bordo di una nave dell’Msc Crociere (Fantasia) nel salone delle conferenze, così come anche la seconda edizione del 2010. Le edizioni tra il 2011 e 2015, invece, si sono tenute presso il Campidoglio, nella prestigiosa sala Giulio Cesare. Mentre le ultime due del 2016 e 2017 si sono svolte al Coni.

## Premi annuali

### Albo Categoria Allenatori
| Anno | Vincitore                                                      | Club                     |
| ---- | -------------------------------------------------------------- | ------------------------ |
| 2009 | Marcello Lippi                                                 | Italia                   |
| 2010 | Claudio Ranieri                                                | Roma                     |
| 2011 | Walter Mazzarri                                                | Napoli                   |
| 2012 | ?                                                              | Italia (bandiera)        |
| 2013 | Serse Cosmi                                                    | Siena                    |
| 2014 | Roberto Donadoni (A), Davide Nicola (B), Massimo Rastelli (LP) | Parma, Livorno, Avellino |
| 2015 | Roberto Stellone                                               | Frosinone                |
| 2016 | Zdeněk Zeman                                                   | Roma                     |
| 2017 | Simone Inzaghi                                                 | Lazio                    |
| 2018 | Stefano Pioli, Stefano Colantuono                              | Fiorentina, Salernitana  |
| 2019 | Eugenio Corini                                                 | Brescia                  |

### Albo Categoria Calciatori
| Anno | Vincitore                             | Club                                             |
| ---- | ------------------------------------- | ------------------------------------------------ |
| 2009 | Aldair                                | Roma                                             |
| 2010 | Fabrizio Ravanelli, Francesco Moriero | Juventus (Ex calciatore), Napoli (Ex calciatore) |
| 2011 | Wesley Sneijder                       | Inter                                            |
| 2012 | Simone Perrotta, Morgan De Sanctis    | Roma, Napoli                                     |
| 2013 | Paolo Cannavaro, Mauro Icardi         | Napoli, Sampdoria                                |
| 2014 | Marek Hamšík                          | Napoli                                           |
| 2015 | ?                                     | Italia                                           |
| 2016 | Luca Toni                             | Verona                                           |
| 2017 | Ciro Immobile                         | Lazio                                            |
| 2018 | Federico Chiesa, Krzysztof Piątek     | Fiorentina, Genoa                                |

### Albo Categoria Carriera
| Anno | Vincitore             | Club                     |
| ---- | --------------------- | ------------------------ |
| 2009 | Pietro Mennea         | Italia                   |
| 2010 | Nino Benvenuti        | Italia                   |
| 2011 | Pavel Nedvěd          | Juventus (Ex calciatore) |
| 2012 | Moreno Torricelli     | Juventus (Ex calciatore) |
| 2013 | Alessandro Costacurta | Milan (Ex calciatore)    |
| 2014 | Roberto Rosetti       | Italia                   |
| 2015 | ?                     | Italia                   |
| 2016 | Javier Zanetti        | Inter                    |
| 2017 | Filippo Inzaghi       | Milan                    |
| 2018 | Bernardo Corradi      | Parma (Ex calciatore)    |

### Albo Categoria Giornalismo
| Anno | Vincitore                             | Ruolo e Testata                                               |
| ---- | ------------------------------------- | ------------------------------------------------------------- |
| 2009 | Bruno Pizzul                          | Telecronista RAI                                              |
| 2010 | Gianni Mura, Roberto Beccantini       | Giornalista de La Repubblica, Giornalista de La Stampa        |
| 2011 | Alessandro Alciato, Beppe Severgnini  | Giornalista di Sky Sport, Giornalista del Corriere della Sera |
| 2012 | Matteo Marani                         | Direttore Guerin Sportivo                                     |
| 2013 | Alessandro Forti, Pasquale Mallozzi   | Giornalista RAI, Giornalista Corriere dello Sport             |
| 2014 | Massimo Corcione                      | Direttore Sky Sport                                           |
| 2015 | ?                                     | Italia                                                        |
| 2016 | Xavier Jacobelli                      | Giornalista Corriere dello Sport                              |
| 2017 | Diletta Leotta, Nicola Binda          | Giornalista Sky Sport, Giornalista de La Gazzetta dello Sport |
| 2018 | Ivan Zazzaroni, Federico Ferri        | Direttore Corriere dello Sport - Stadio, Direttore Sky Sport  |
| 2024 | Marco Lollobrigida e Daniele Bartocci | Italia                                                        |

### Albo Categoria Medicina
| Anno | Vincitore                            | Ruolo |
| ---- | ------------------------------------ | --- |
| 2009 | Franco Mandelli, Franco Aversa       | Medico, ematologo, presidente del GIMEMA e dell'AIL; Direttore della Struttura Complessa Ematologia e Centro Trapianti Midollo Osseo dell'ospedale Maggiore di Parma |
| 2010 | Sante Tura                           | Professore Emerito dell'Università di Bologna e Direttore dell'Istituto di Ematologia e Oncologia medica "L. A. Seragnoli" di Bologna |
| 2011 | Sergio Amadori                       | Presidente Nazionale AIL e Professore Onorario di Ematologia Università Tor Vergata di Roma |
| 2012 | Fabrizio Pane                        | Responsabile del reparto di Ematologia e Trapianti di midollo dell'Ospedale Policlinico Federico II di Napoli |
| 2013 | Paolo Rubino                         | Cardiochirurgo e cardiologo |
| 2014 | Pier Paolo Mariani                   | Medico Chirurgo specializzato in Ortopedia e Traumatologia, Medicina dello Sport |
| 2015 | ?                                    | Italia |
| 2016 | Antonio Giordano, Alfonso De Nicola, | Oncologo, patologo, genetista, ricercatore e professore universitario. Scopritore di Rb2 / p130, un gene soppressore del tumore; Medico dell'SSC Napoli |
| 2017 | Andrea Bagicalupo, Massimo Zollo     | Luminare nel campo dei trapianti di midollo osseo; Professore di Genetica presso la Facoltà di Scienze Biotecnologiche dell'Università Federico II di Napoli |
| 2018 | Francesco Fedele, Fabio Pigozzi      | Professore associato nel settore scientifico disciplinare "Malattie dell'apparato cardiovascolare" (MED/11) presso il Dipartimento di Scienze Cardiovascolari, Respiratorie, Nefrologiche, Anestesiologiche e Geriatriche della Sapienza Università di Roma; Professore ordinario di Medicina Interna, rettore dell'Università degli Studi di Roma Foro Italico |

### Albo Categoria Lo Sport è Vita
| Anno | Vincitore                    | Club                     |
| ---- | ---------------------------- | ------------------------ |
| 2009 | Zbigniew Boniek, Igor Protti | Juventus, Livorno        |
| 2010 | Gigi Riva                    | Cagliari                 |
| 2011 | Damiano Tommasi              | Roma                     |
| 2012 | Fabio Pisacane               | Cagliari                 |
| 2013 | Giacomo Sintini              | Italia                   |
| 2014 | Francesco Acerbi             | Sassuolo                 |
| 2015 | ?                            | Italia                   |
| 2016 | Giovanni Malagò              | Italia Presidente Coni   |
| 2017 | Marco Baroni                 | Benevento                |
| 2018 | Maurizio Stirpe              | Italia                   |
| 2019 | Claudio Marchisio            | Juventus (Ex calciatore) |

## Premi non annuali

### Albo Categoria Manager
La Categoria Manager (o Dirigente), così come la Categoria Presidente, non viene assegnata annualmente.
| Anno | Vincitore        | Club     |
| ---- | ---------------- | -------- |
| 2012 | Mino Favini      | Atalanta |
| 2013 | Pietro Leonardi  | Parma    |
| 2014 | Andrea Abodi     | Italia   |
| 2016 | Giuseppe Iodice  | Matera   |
| 2018 | Giuseppe Marotta | Juventus |

### Albo Categoria Presidenti
La Categoria Presidenti, così come la Categoria Manager (o Dirigente), non viene assegnata annualmente.
| Anno | Vincitore               | Club      |  |
| ---- | ----------------------- | --------- |  |
| 2009 | Edoardo Garrone         | Sampdoria |  |
| 2011 | Andrea Agnelli          | Juventus  |  |
| 2014 | Antonio Percassi        | Atalanta  |  |
| 2013 | Aurelio De Laurentiis   | Napoli    |  |
| 2018 | Urbano Cairo            | Torino    |  |
| 2019 | Maurizio Setti          | Verona    |  |
| 2024 | Saverio Sticchi Damiani | Lecce     |  |